# 梧桐树协议
梧桐树协议（Buttonwood Agreement），是美国纽约市24家股票经纪商于1792年5月17日在华尔街68号门外的一棵美國梧桐下订立的协议，被认为是纽约股票交易所规程的起源。

## 协议
梧桐树协议确立了两个重要原则：
1. 股票经纪人只能与其他经纪人进行交易
2. 股票交易佣金不得低于0.25%

协议的内容为：
|  | 吾等，作为签名者和公开证券的购买和销售经理人，在此庄重承诺并向彼此保证：自今天起无论如何也不会买卖任何低于委托价值的0.25%的任何种类证券，且吾等会在交易中给予彼此优先权。特此立据于1792年5月17日之纽约。 |

英语原文如下：
|  | We the Subscribers, Brokers for the Purchase and Sale of the Public Stock, do hereby solemnly promise and pledge ourselves to each other, that we will not buy or sell from this day for any person whatsoever, any kind of Public Stock, at least than one quarter per cent Commission on the Specie value and that we will give preference to each other in our Negotiations. In Testimony whereof we have set our hands this 17th day of May at New York, 1792. |

### 签署者
24家签名的经销商名单如下：
- Leonard Bleecker，华尔街16号
- Hugh Smith，通天咖啡馆
- Armstrong & Barnewall，百老街58号
- Samuel March，王后街243号
- Bernard Hart，百老街55号
- Alexander Zuntz，百老街97号
- Andrew D. Barclay，珍珠街136号
- Sutton & Hardy，华尔街20号
- Benjamin Seixas，汉诺威广场8号
- John Henry，杜克街13号
- John A. Hardenbrook，拿索街24号
- Samuel Beebe，拿索街21号
- Benjamin Winthrop，大码头街2号
- John Ferrers，沃特街205号
- Ephraim Hart，百老汇74号
- Isaac M. Gomez，梅登巷32号
- Julian McEvers，格林尼治街140号
- Augustine H. Lawrence，沃特街132号
- G. N. Bleecker，百老街21号
- John Bush，沃特街195号
- Peter Anspach，大码头街3号
- Charles McEvers Jr.，沃特街194号
- David Reedy，华尔街58号
- Robinson & Hartshorne，王后街198号

## 影响
梧桐树协议被认为是美国金融业排除政府影响，进行行业自律的开始。1791年，美国联邦政府助理财政部长威廉·杜尔投机案发生，许多纽约市民遭到财产损失。在此背景下，各家经纪商决定通过协商的方式制定公共管理条例，实现金融市场的自我规范，这样既可以平息公众的愤怒，同时又可以避免政府介入约束机制。
1817年3月8日，交易者联盟在梧桐树协议的基础上草拟出《纽约证券和交易管理处条例》，1863年，纽约证券和交易管理处改名为纽约证券交易所。
虽然原来的梧桐树已于1865年在一次雷雨中死去，但是“梧桐树”这一代称仍持续下来。时至今日，《经济学人》的金融专栏仍名为“梧桐树专栏”。